# Antonino Berrettaro
Antonino Berrettaro (fine XV secolo – 1530c.) è stato uno scultore italiano.

## Biografia
Antonino Berrettaro o altrimenti Antonino Birrittaro, com'è comunemente appellato in Sicilia, nasce in Toscana alla fine del XV secolo. Appartiene alla corrente toscano-carrarese già attiva presso la Corte Partenopea. I componenti in cerca di nuove committenze si spingono più a Sud stabilendosi in parte a Messina, a Palermo e relative province. La corrente introduce in Sicilia lo stile Rinascimentale con opere d'arte sacra e profana che spaziano dai monumenti celebrativi a quelli commemorativi. Dedito alla statuaria in qualità di sculptores o magistri marmorarii, anche come costruttori e architetti fabricatores, il Berrettaro è annoverato nell'elenco del Privilegium pro marmorariis et fabricatoribus stilato in Palermo il 18 settembre 1487 e spesso citato nella monumentale opera di Gioacchino Di Marzo negli anni 1868 - 1880 circa la scultura e gli artisti operanti in Sicilia a cavallo del XIV, XV e XVI secolo.
Fratello di Bartolomeo Berrettaro. Gran parte della formazione è merito dell'immensa fucina costituita dalla bottega dei Gagini.
Opere documentate sono presenti in città e nel comprensorio di Palermo: Polizzi Generosa. Inoltre a Salemi, Marsala. Pizzo Calabro.

## Opere

### Catania e provincia
- 1524, "Colonne", manufatti marmorei, opere custodite nella chiesa di Santa Maria la Grande dell'Ordine dei frati predicatori di San Domenico di Guzmán di Catania.[1]

### Enna e provincia
- 1523, "Annunciazione", gruppo marmoreo formato dalle statue della Vergine Annunciata e dell'Angelo Annunciante, in alto il Dio Padre fra Troni e Serafini, opera commissionata a Bartolomeo Berrettaro. Alla morte di quest'ultimo la commissione passa nel 1525 ad Antonino. Per magistrale stile d'esecuzione delle statue è pertanto verosimile che siano state scolpite da Antonello Gagini. Opere scomposte documentate nella chiesa del convento di Santa Maria del Carmelo di Nicosia.[2]

### Palermo e provincia
- 1523, "Porte" e "Finestre", manufatti marmorei commissionati da Geronimo Bellacera e realizzati con la collaborazione di Bartolomeo Berrettaro. Delle opere già ai tempi di Gioacchino di Marzo non giunge nulla, al posto del palazzo Bellacera è documentato il palazzo de' lo Faso, marchesi di San Gabriele, in via Alloro alla Kalsa di Palermo.[3]
- 1524, "Sarcofago", manufatto marmoreo, monumento funebre di Guglielmo Aiutamicristo, opera documentata nella chiesa di San Domenico di Palermo.[1]
- 1521, "Trittico", arco marmoreo e scene di vita di Santi, eseguito con la collaborazione di Francesco lo Mastro, del fratello Bartolomeo. Raffigura la Vergine con Bambino tra San Francesco d'Assisi (sulla realizzazione del volto della figura del Poverello è probabile l'intervento di Antonello Gagini) e Sant'Antonio di Padova. Opera proveniente dalla chiesa di San Francesco d'Assisi dell'Ordine dei frati minori conventuali e custodita nella Cappella di San Gandolfo della chiesa di Santa Maria Assunta di Polizzi Generosa.[4]

### Trapani e provincia
- 1518 - 1530, "Custodia sacramentale", manufatto marmoreo commissionato per la Cappella del Santissimo Sacramento, iniziale collaborazione tra Bartolomeo Berrettaro e Antonino. Nel 1524 dopo la morte di Bartolomeo l'onere del completamento e della consegna definitiva della custodia passano ad Antonino. Il ciborio presenta il rilievo del Calice e Ostia delimitati dalle raffigurazioni dell'Annunciazione e della Crocifissione di Gesù in alto Dio Padre. Nel 1530 il lavoro è condotto a termine con l'intervento magistrale di Antonello e del figlio Giandomenico Gagini, con la realizzazione aggiuntiva dell'altare e dell'arco. Opera custodita nella Cattedrale di San Tommaso di Canterbury di Marsala.[5][6]
- XVI secolo, "San Francesco", statua marmorea, in collaborazione col fratello Bartolomeo, opera custodita nella chiesa di Sant'Antonio da Padova di Salemi.[7]

### Calabria e province
- 1524, "Pietà", bassorilievo marmoreo con lunotto, in collaborazione col fratello Bartolomeo, opera custodita nella chiesa di San Giorgio Martire di Pizzo Calabro.[8]